# El Campello
El Campello (em valenciano e oficialmente) ou Campello (em castelhano) é um município da Espanha na província de Alicante, Comunidade Valenciana. Tem 55,27 km² de área e em 2021 tinha 29 013 habitantes (densidade: 524,9 hab./km²).

## Demografia
| Variação demográfica do município entre 1991 e 2004 | Variação demográfica do município entre 1991 e 2004 | Variação demográfica do município entre 1991 e 2004 | Variação demográfica do município entre 1991 e 2004 |
| --------------------------------------------------- | --------------------------------------------------- | --------------------------------------------------- | --------------------------------------------------- |
| 1991                                                | 1996                                                | 2001                                                | 2004                                                |
| 10802                                               | 15200                                               | 19237                                               | 22380                                               |